# Genádio II de Constantinopla
Genádio II de Constantinopla (c. 1400 - ca. 1473) (em grego: Γεννάδιος Β'), cujo nome leigo era Jorge Curtésio Escolário (em grego: Γεώργιος Κουρτέσιος Σχολάριος; romaniz.: Georgios Kourtesios Scholarios), foi o patriarca grego ortodoxo de Constantinopla entre 1453 e 1456 (ou 1464 - vide abaixo), filósofo e teólogo, além de um dos últimos representantes dos eruditos bizantinos. Ele era um forte defensor da filosofia aristoteliana na Igreja Ortodoxa.

## Concílio de Florença
Acredita-se que Jorge tenha nascido em Constantinopla por volta de 1400 e fora professor de filosofia antes de entrar para o serviço do imperador bizantino João VIII Paleólogo como um conselheiro para assuntos teológicos. Ele aparece pela primeira vez na história quando, como juiz nas cortes civis sob o imperador, ele acompanhou o imperador ao Concílio de Basileia, realizando em 1438-1439, em Ferrara e em Florença. O objetivo deste concílio era tentar a reunião da Igreja Ortodoxa e da Igreja Católica Romana, um tema do qual ele era um defensor. Jorge fez quatro discursos no concílio - todos fortemente conciliatórios - e escreveu uma refutação aos primeiros dezoito capítulos silogísticos de Marcos de Éfeso contra os latinos.
No mesmo concílio apareceu o celebrado platonista Gemisto Pletão, o mais poderoso oponente do então dominante aristotelianismo e, consequentemente, um adversário de Jorge. Em assuntos eclesiásticos, assim como na filosofia, os dois eram opostos — Pleto defendia um retorno parcial paganismo grego na forma de uma união sincrética entre o cristianismo e o zoroastrismo enquanto que Jorge pressionava pela necessidade da reunião com Roma em bases doutrinárias. Ele foi instrumental em criar uma fórmula que era ao mesmo tempo vaga e ambígua o suficiente para ser aceita pelos dois lados. Jorge estava em séria desvantagem pois, sendo um leigo na época, ele não podia tomar parte diretamente nas discussões do concílio.

## Retorno a Constantinopla
A despeito de sua defesa da união (e críticas feitas a muitos bispos ortodoxos por sua falta de erudição teológica), quando ele retornou para Constantinopla, como muitos de seus conterrâneos, ele mudou de ideia, aparentemente por conta de seu mentor, Marcos de Éfeso, que o converteu completamente para a ortodoxia anti-latina. Daí até a sua morte ele ficou conhecido (com Marcos) como o mais ferrenho opositor da união, escrevendo muitos livros para defender as suas novas convicções, que diferem tanto de suas posições conciliatórias anteriores que Leão Alácio pensou se tratarem de duas pessoas diferentes e com o mesmo nome. Gibbon disse sobre ele: "Renaudot restaurou a identidade desta pessoa e a duplicidade de sua personalidade".
Após a morte de João VIII em 1448, Jorge entrou para o Mosteiro do Pantocrator (atual Mesquita de Zeyrek), em Constantinopla sob Constantino XI Paleólogo (r. 1448–1453) e tomou, de acordo com um antigo costume, um novo nome para si: Genádio. Antes da queda da cidade, ele já era bem conhecido como um amargo oponente da reunião, sendo ele e Eugenicos (um epíteto de Marcos de Éfeso) os líderes do grupo anti-latino. Em 1447, Marcos de Éfeso, em seu leito de morte, elogiou a atitude irreconciliável de Genádio. Foi Genádio que a população, furiosa, procurou após ver os serviços litúrgicos unificados na grande igreja de Santa Sofia. Diz-se que ele teria se escondido e deixado uma nota na porta de seu quarto dizendo: "Ó infelizes romanos [bizantinos], por que desprezaram a verdade? Por que vocês não confiaram em Deus ao invés de nos italianos? Ao perder a sua fé, vocês perderam a sua cidade...".

## Período otomano
Após a Queda de Constantinopla, Genádio foi aprisionado pelos turcos otomanos. Na tentativa de administrar a sua nova conquista, o sultão conquistador, de apenas 21 anos, Maomé II, o Conquistador desejava assegurar a lealdade da população grega e, acima de tudo, evitar que ela apelasse ao ocidente por sua libertação, com risco de iniciar uma nova onda de cruzadas. Maomé então buscou no clero o seu membro mais anti-ocidental para lançar como uma figura de união dos gregos sob o jugo turco - e Genádio, como o líder anti-unionista, era uma escolha natural. Em 1 de junho de 1453, apenas três dias após a queda, a procissão do novo patriarca passou pelas ruas da cidade, onde Maomé recebeu Genádio graciosamente e ele mesmo o investiu com os símbolos do seu novo cargo – o báculo (dicanício) e o manto. Esta investidura cerimonial seria repetida por todos os sultões e patriarcas posteriores.
A famosa basílica patriarcal da cidade, Basílica de Santa Sofia, já tinha sido convertida numa mesquita pelos conquistadores e, por isso, Genádio se estabeleceu na Igreja dos Santos Apóstolos. Eventualmente, Maomé mandou demolir essa igreja para construir a Mesquita de Fatih e Genádio teve que se mudar novamente, desta vez para a Igreja de Pamacaristo.
Os otomanos dividiram o seu recém-ampliado império em millets, ou nações súditas, entre as quais os gregos eram a maior, conhecida como Millet-i Rûm. O patriarca foi apontado como o líder oficial ou "etnarca" do millet grego, que foi utilizado pelos otomanos como uma fonte para administradores do império. Genádio se tornou uma autoridade política além de religiosa, da mesma forma que todos os seus sucessores sob os otomanos.
Como era normal quando um monge ou acadêmico leigo era apontado como patriarca, Genádio recebeu sequencialmente as ordens sagradas, primeiro como diácono, depois sacerdote e por fim como bispo antes de se tornar o patriarca.

## Patriarca
Na primavera de 1454, ele foi consagrado pelo bispo metropolitano de Heracleia Pôntica, mas, uma vez que tanto a Igreja de Basílica de Santa Sofia quanto o palácio do patriarca estavam nas mãos dos conquistadores otomanos, ele se mudou sucessivamente para dois mosteiros da cidade. Enquanto estava no cargo, Genádio criou, aparentemente para uso de Maomé, uma confissão ou exposição da fé cristã, que seria traduzida para o turco por Amade, o cádi de Beroia (e publicado pela primeira vez por A. Brassicano em Viena em 1530).
Genádio estava infeliz como patriarca e tentou abdicar de sua posição em 1456. A verdadeira razão por trás deste ato é geralmente indicada como sendo o seu desapontamento com o tratamento dispensado pelo sultão aos cristãos, mesmo que Maomé parece ter se mantido relativamente tolerante para com eles; vários autores apontam, de forma obscura, para outros motivos. Eventualmente, ele acabou considerando as tensões entre os gregos e os otomanos insuportáveis.
Ele foi convocado por duas vezes para guiar a comunidade cristã como patriarca durante o turbulento período que se seguiu ao patriarcado de Isidoro II. Não há consenso entre os acadêmicos sobre as datas exatas destes dois últimos patriarcados: de acordo com Kiminas (2009), ele reinou novamente de abril de 1463 até circa junho de 1463 e de agosto de 1464 até o outono de 1465, Blanchet (2001) refuta até mesmo a existência destes dois novos patriarcados.
Genádio então, como tantos de seus sucessores, terminou seus dias como um ex-patriarca e um monge. Ele viveu no Mosteiro de São João Batista, perto de Serrae, na Macedônia (a noroeste de Salônica), onde ele escreveu seus livros até morrer, em 1473.
O ex-patriarca preenche um importante trecho da história bizantina. Ele foi o último da antiga escola de escritores polêmicos e um dos maiores. Ao contrário de muitos de seus companheiros, ele teve uma proximidade muito grande com a literatura de controvérsia latina, especialmente Tomás de Aquino e os escolásticos. Ele foi um adversário tão hábil da teologia católica quanto Marcos de Éfeso, só que mais erudito. Suas obras demonstram que ele foi um estudante não só da filosofia ocidental, mas também das controvérsias com os judeus e os muçulmanos, da grande controvérsia hesicasta (ele atacou Barlaão de Seminara e defendeu os monges hesicastas - em resumo, ele considerava os barlamitas como "latinófilos") e todas as questões importantes de seu tempo. Ele teve também uma importância destacada como o primeiro patriarca sob o jugo dos turcos. De seu ponto de vista, ele aparece como o líder de um novo período na história de sua Igreja: os princípios que regulariam as condições dos cristãos ortodoxos no Império Otomano são resultado do arranjo feito entre ele e Maomé II.

## Obras
Por volta de 100 a 120 de suas supostas obras ainda existem, algumas das quais em manuscrito e outras de autenticidade duvidosa. Até onde se sabe, suas obras podem ser classificadas em filosóficas (interpretações de Aristóteles, Porfírio e outros, traduções de Pedro de Espanha e Tomás de Aquino, e defesas do aristotelianismo contra a recrudescência do neoplatonismo) e teológicas ou eclesiásticas (parte sobre a união e parte defendendo o cristianismo contra os muçulmanos, judeus e pagãos), além de diversas homilias, hinos e epístolas.
Genádio foi um autor prolífico durante todos os períodos de sua vida. As suas obras completas foram publicadas em oito volumes por Jugie, Petit & Siderides, 1928-1930.

### Primeiro período (pró-Unificação)
As principais obras deste período são os "discursos" feitos no Concílio de Florença e diversas cartas endereçadas a vários amigos, bispos e estadistas, a maior parte inédita. Uma Apologia sobre cinco capítulos do Concílio de Florença é de origem duvidosa (Na Patrologia Graeca, CLIX, é atribuída a José de Metone). Uma História do Concílio de Florença, sob seu nome (em manuscrito), é realmente idêntica com a de Syropulos.

### Segundo período (anti-Unificação)
Um grande número de obras polêmicas contra os latinos foram escritas neste período. Dois livros sobre a Processão do Espírito Santo, outra "contra a inserção da Filioque no Credo", dois livros e uma carta sobre o "Purgatório"; vários sermões e discursos; um Panegírico de Marcos Eugênico (em 1447), entre outras. Algumas traduções de obras de Tomás de Aquino e os tratados polêmicos contra a sua teologia feitos por Genádio ainda estão inéditos, assim como também está a sua obra contra os baarlamitas. Há também vários tratados filosóficos dos quais o maior é a Defesa de Aristóteles (antilepseis hyper Aristotelous) contra o neoplatonista Gemisto Pletão.
Sua obra mais importante é, de longe, sua "Confissão" (em grego:  Ekthesis tes pisteos ton orthodoxon christianon, geralmente conhecida como Homologia tou Gennadiou), endereçada a Maomé II. Ela contém vinte artigos, dos quais apenas os primeiros doze são autênticos, e foi escrita em grego. Ahmed, o qadi de Beroia, a traduziu para o turco e ela se tornou a primeira obra conhecida entre os livros simbólicos ortodoxos. Ela foi publicada pela primeira vez (em grego e em latim) por Brassicanus (Viena, 1530) e novamente por Chytræus (Frankfurt, 1582). Martin Crusius a publicou em grego, latim e turco em sua Turco-Græcia (Basileia, 1584). Rimmel a republicou (em grego e em latim) em sua Monumenta fidei Eccl. Orient. (Jena, 1850) e Michalcescu, apenas em grego. Existe uma versão desta "Confissão" em forma de diálogo, no qual Maomé faz perguntas ("O que é Deus?" – "Por que ele é chamado theos?" – "E quantos deuses existem?" e assim por diante) e Genádio provê respostas adequadas. Esta variante é geralmente chamada de "Diálogo" de Genádio (em grego:  διάλεξις -dialexis), ou Confessio prior ou ainda De Via salutis humanæ (em grego:  Peri tes hodou tes soterias anthropon). Rimmel a publicou primeiro, em latim apenas e acredita que ela tenha sido a fonte para a "Confissão". É mais provável que seja uma compilação posterior feita a partir da "Confissão" posteriormente por outro autor. É importante notar que a filosofia de Genádio é evidenciada em sua "Confissão" (Deus não pode ser interpretado, theos a partir de theein etc.), de acordo com Rimmel. Seja por isso ou para evitar suscetibilidade aos ataques muçulmanos, ele evita a palavra prosopa ao explicar a Trindade, falando das três pessoas como idiomata "que nós chamamos de hipóstases".

### Terceiro período (após a renúncia)
Durante o terceiro período, que vai de sua renúncia até a sua morte (1459-1468), ele continuou escrevendo obras polêmicas e teológicas. Uma carta encíclica para todos os cristãos Em defesa de sua renúncia está inédita, como também está um Diálogo com dois turcos sobre a divindade de Cristo e uma obra sobre a Adoração de Deus. Jahn (Anecdota græca) publicou um Diálogo entre um cristão e um judeu e uma coleção de Profecias sobre Cristo coletadas no Antigo Testamento. Um tratado, Sobre nosso Deus, um em três, contra os ateístas e os politeístas é primordialmente direcionado contra a teoria de que o mundo possa ter se formado por acaso. Cinco livro, Sobre a presciência e providência de Deus e um Tratado sobre a humanidade de Cristo estão também na Patrologia Graeca. Por fim, há muitas homilias de Genádio, a maior parte das quais está num manuscrito em Monte Atos (Codd. Athous, Paris, 1289–1298).